# كريستوفر مان
كريستوفر مان (14 أبريل 1981 في المملكة المتحدة - )  (بالإنجليزية: Christopher Mann)‏ هو لاعب كريكت بريطاني. لعب مع نادي مقاطعة دورهام للكريكت ‏.